# 科諾托普 (舍佩蒂夫卡區)
50°14′7″N 27°19′3″E / 50.23528°N 27.31750°E
科諾托普（烏克蘭語：Конотоп），是烏克蘭的村落，位於該國西部赫梅利尼茨基州，由舍佩蒂夫卡區負責管轄，面積0.75平方公里，海拔高度243米，2001年人口183，人口密度每平方公里244人。